# Néstor Del Río
Néstor Del Río, vollständiger Name Néstor Misael Del Río Delgado, (* 23. November 1992 in Las Piedras) ist ein uruguayischer Fußballspieler.
Der 1,80 Meter große Abwehrspieler stieß aus Las Piedras kommend in der Septima zur Jugendmannschaft des uruguayischen Verein Club Atlético Cerro. Bei Cerro steht er in der Saison 2012/13 im Kader der in der Primera División antretenden Ersten Mannschaft. Zudem spielt er für deren Reserve (Formativas). Nachdem er in Clausura der Saison 2011/12 bereits zu einem Einsatz in Uruguays höchster Spielklasse gekommen war, lief er ein weiteres Mal in der Apertura der Saison 2012/13 auf. Direkt in seinem zweiten Erstligaspiel erhielt Del Río, der in dieser Begegnung den verletzten Eduardo Mieres ersetzte, dabei am 4. November 2012 bei der 1:2-Niederlage gegen El Tanque Sisley vom ehemaligen FIFA-Schiedsrichter Gustavo Siegler eine Rote Karte. Weitere Erstligaeinsätze für Cerro folgten nicht. 2013 wurde er an den Zweitligisten Boston River ausgeliehen und bestritt eine Partie in der Segunda División (kein Tor). In der Apertura 2014 stand er wieder im Kader Cerros. In der Apertura der Saison 2014/15 kam er dort allerdings zu keinem Erstligaeinsatz. Anfang Februar 2015 wechselte er zum Zweitligisten Central Español und lief bis Saisonende neunmal (kein Tor) in der zweithöchsten uruguayischen Spielklasse auf. In der Spielzeit 2015/16 sind 16 Zweitligaeinsätze (kein Tor) für ihn verzeichnet. Während der Saison 2016 absolvierte er acht weitere Spiele (ein Tor) in der Segunda División. Mitte März 2017 schloss er sich dem Ligakonkurrenten Club Atlético Rentistas an, für den er bislang (Stand: 17. Juli 2017) neun Zweitligapartien (kein Tor) bestritt.